# Trèfle blanc
Trifolium repens
Espèce
Classification phylogénétique
Le Trèfle blanc ou Trèfle rampant, Trifolium repens, est une espèce de plantes à fleurs dicotylédones de la famille des Fabaceae, sous-famille des Faboideae, originaire des régions tempérées de l'Ancien Monde. C'est l'une des espèces les plus répandues du genre Trifolium (les trèfles). Jouant un rôle important comme espèces complémentaires pour sa bonne valeur fourragère dans de très nombreuses prairies, il est considéré comme une adventice dans certaines terres cultivées (notamment les vergers irrigués) et des jardins. C'est une plante très basse à tige rampante, reconnaissable à ses inflorescences blanches, parfois un peu rosées, au parfum assez agréable.
Noms vernaculairestrèfle-blanc, trèfle-rampant, petit-trèfle-blanc, trèfle-bâtard, traînelle, coucou, trifolet, triolet-blanc,, trèfle de Hollande.

## Description

### Écologie et habitat
C'est une plante vivace poussant en plaine et en montagne (jusqu'à 2 750 m) dans toute l'Europe et l'Amérique du Nord, à l'exception des zones boréales. Très commune, elle s'adapte à tous les types de sols, et peut se rencontrer dans les prés, les pelouses, les talus, sur le bord des routes ou des chemins. Elle a cependant une préférence pour les sols bien drainés.
C'est une plante bioindicatrice d'un sol riche en bases et en matières organiques et subissant de forts contrastes hydriques.
C'est aussi une plante de lumière et qui peut rapidement remplir les espaces vides grâce à ses stolons. Sa présence en proportion importante (>50% dans les prairies permanentes) peut donc trahir une situation de surpâturage.

### Morphologie générale et végétative

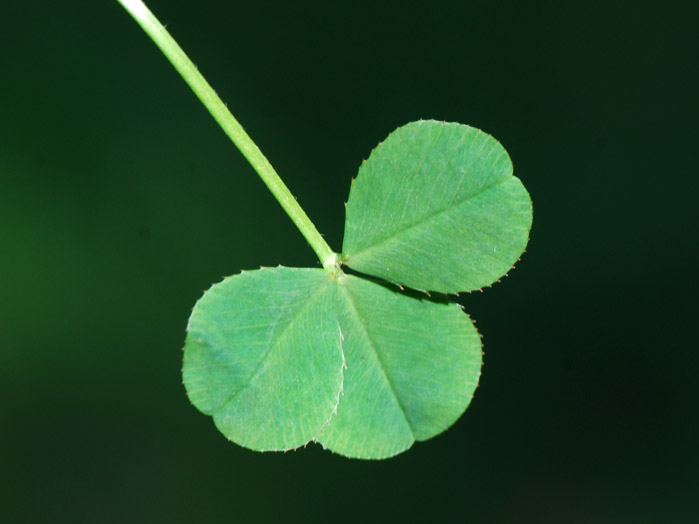
Feuille.

C'est une plante herbacée rampante à stolons, à peu près glabre, dont les tiges atteignent de 10 à 40 cm. Les feuilles à long pétiole, avec de grandes stipules sont blanchâtres et un peu membraneuses, pointues à leur sommet. Les folioles sont elliptiques, presque aussi larges que longues, denticulées, à nervures translucides, avec en général une tache blanche plus ou moins triangulaire en leur centre.
À noter la forme rare de trèfle à quatre feuilles, qui aurait une origine génétique.

### Morphologie florale

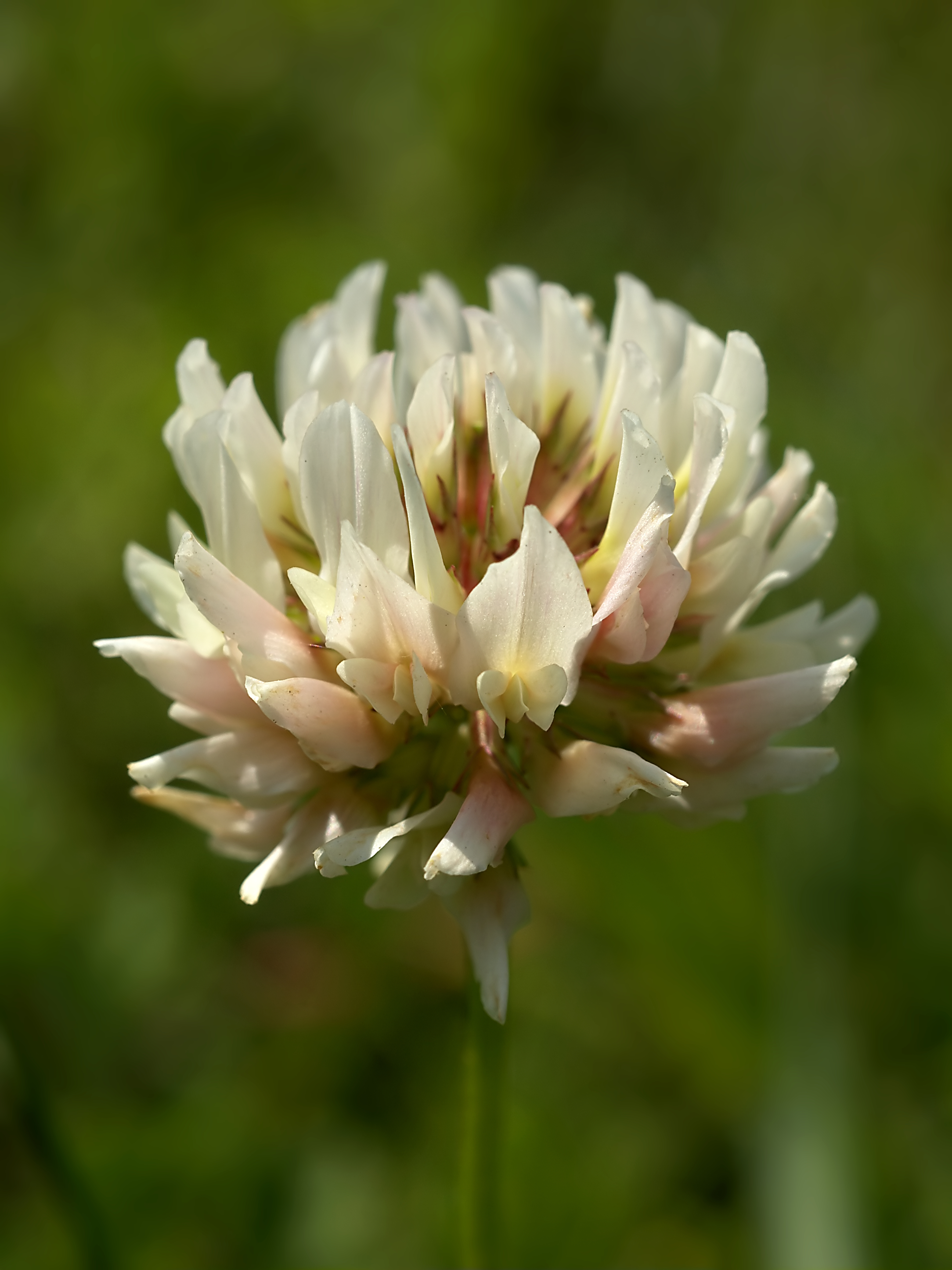
Fleur.

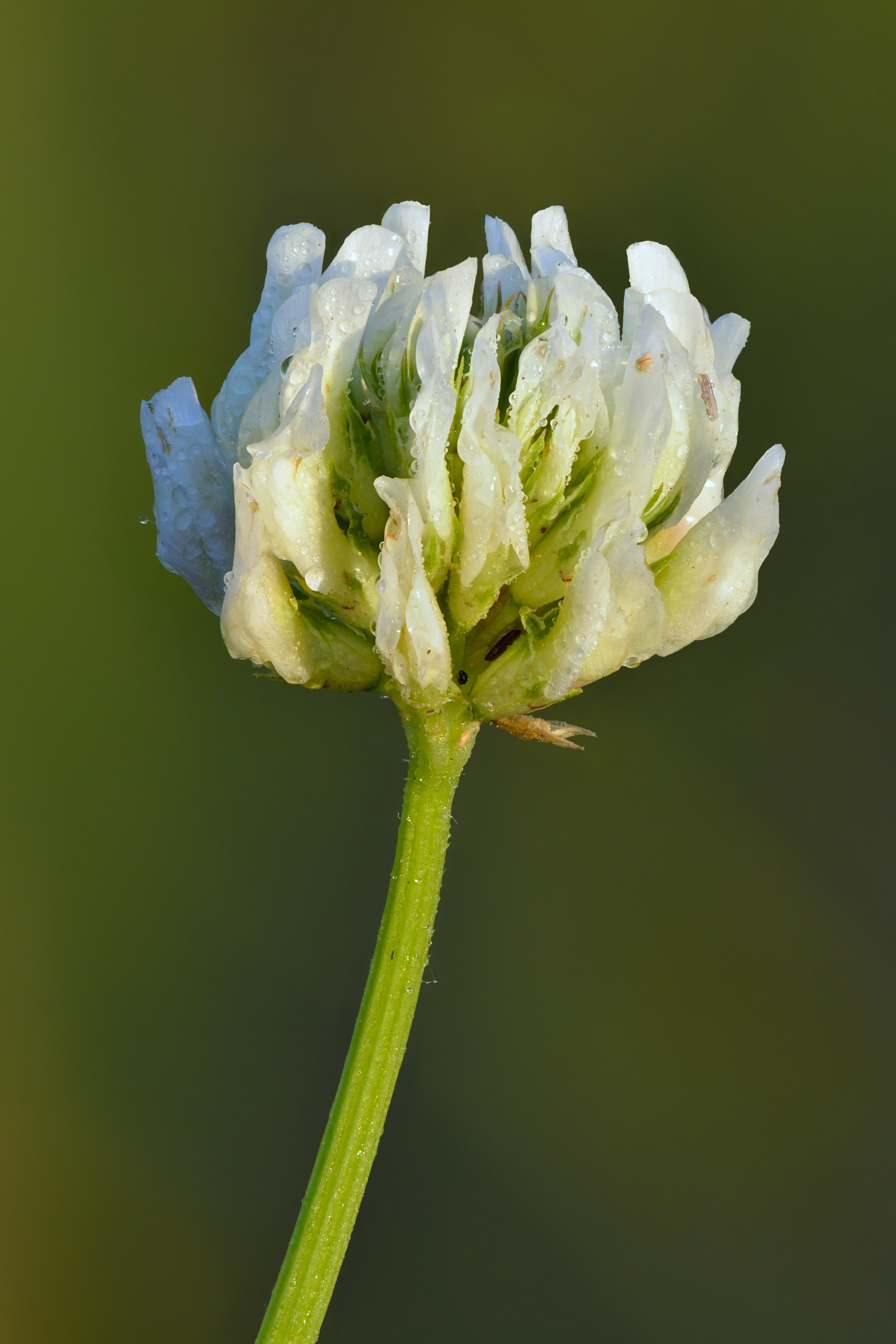
Une morphologie florale du trèfle blanc. Juin 2021.

Les fleurs sont hermaphrodites et groupées en têtes sphériques à long pédoncule. Elles sont en principe blanches, parfois rosées, à étendard érigé, pendantes lorsqu'elles commencent à se faner (il n'est pas rare de voir des inflorescences dont la moitié inférieure a des fleurs inclinées, tandis que la moitié supérieure porte des fleurs érigées). Petit calice à cinq dents. 
La pollinisation se fait par les abeilles (fleur mellifère).
La floraison s'étale d'avril-mai à octobre.

### Fruit et graines
Les fruits sont des gousses bosselées et étroites à trois ou quatre graines.

## Utilisations

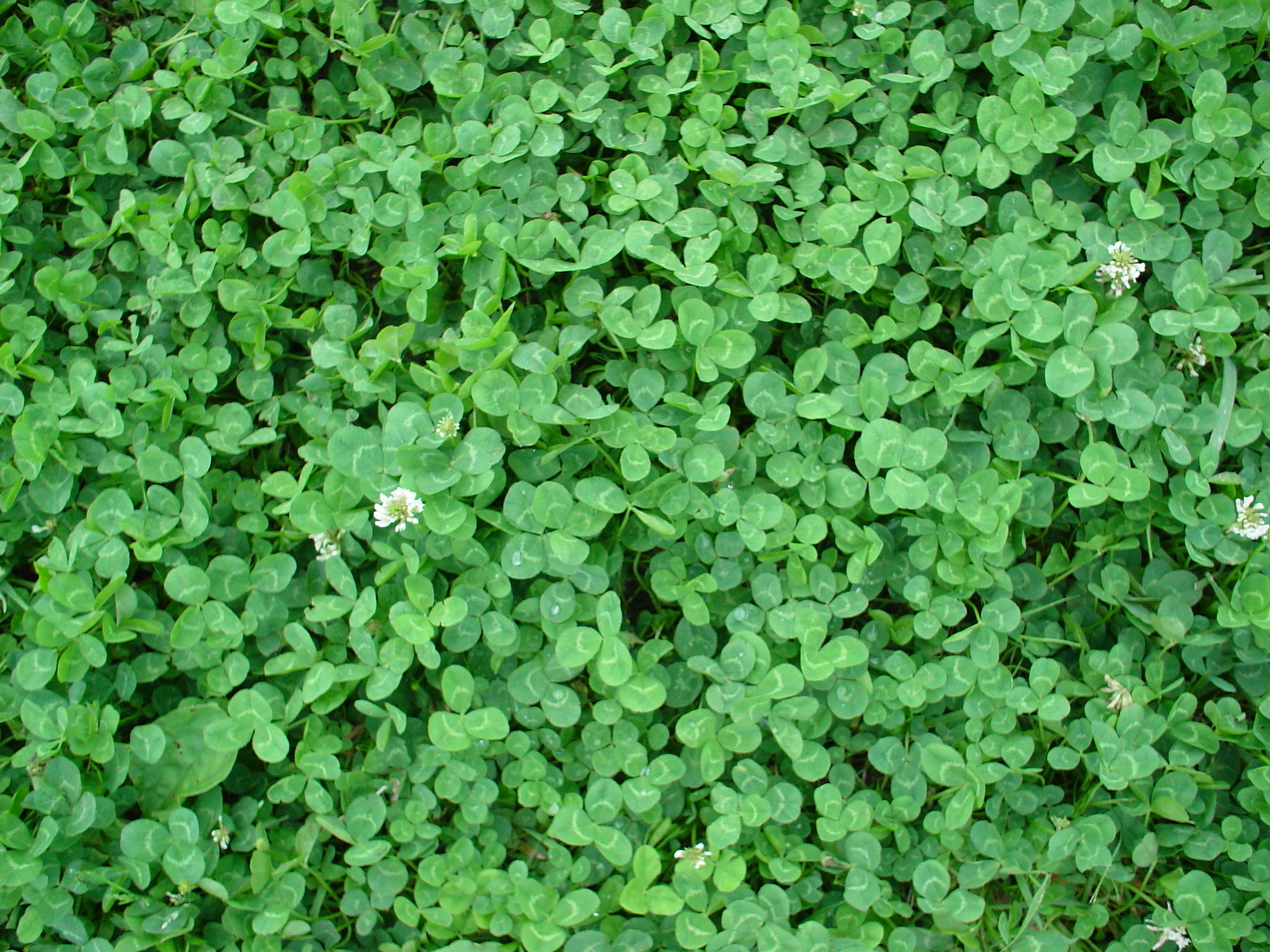
Champs de trèfles.

### Alimentation animale
Le trèfle blanc est un excellent fourrage, résistant bien au piétinement, apprécié des abeilles et améliorant la qualité du sol, très apprécié en agriculture bio ou durable et permettant dans tous les cas une économie sur la fumure azotée. Il a été et reste considéré comme indispensable pour établir ou maintenir des prairies complexes de longue durée, sauf peut-être sur sol calcaires où on peut lui préférer le sainfoin. La proportion recommandée est de 30% environ.

Dans les années 1980, la réussite du modèle d'André Pochon, en Bretagne, a relancé l'intérêt de la culture du ray-grass anglais associé au trèfle blanc. En raison des priorités assignées à l'agriculture en France pendant les Trente Glorieuses, les travaux de sélection sur le trèfle blanc ont été peu nombreux en France, les semences étaient principalement importées de Nouvelle-Zélande. La France et le Danemark ont essayé de développer tour à tour la production de semences de trèfle blanc, mais avec peu de succès.
Malgré son intérêt et bien que présent en quantité plus ou moins importantes dans la plupart des prairies les ventes de semences en France sont restées assez stables en France entre 1970 et 1990. Il est plus particulièrement semé dans le Grand ouest, le Limousin et le Massif central.
Il a deux inconvénient pour l'éleveur : il est météorisant (source de gonflement de l'abdomen par accumulation anormale de gaz issus de la digestion). Et quand il est en fleur, ce trèfle contient des cyanures pouvant nuire aux bovins s'il est consommé en grande quantité, mais comme il est presque toujours cultivé comme fourrage en association avec du ray-grass anglais ou en mélange plus complexe avec d'autres espèces, ce n'est généralement pas un problème en élevage.
Au printemps, cependant, les mises à l'herbe dans des prairies très riches en trèfle blanc doivent être particulièrement surveillées, et parfois être faites de façon progressive.

### Usages médicinaux
On lui reconnaît des propriétés expectorantes et diurétiques.
Ses fleurs sont astringentes et vulnéraires, et -  tout comme les fleurs de la marguerite des champs, les fleurs de trèfle blanc étaient utilisées pour soigner les yeux et contre l'asthme (comme le bouillon blanc ou l'immortelle) par les amérindiens d'Amérique du Nord (Mohawks notamment).

### Usages alimentaires
Les trèfles donnent lieu à des jeux buissonniers au cours desquels les enfants sucent la base interne des fleurs pour en aspirer le nectar sucré .
Ses fleurs servent aussi à décorer les salades. Les feuilles, non taniques sont très bonnes  .
Dans plusieurs pays européens, elles étaient séchées, pulvérisées et mélangées à de la farine pour faire du pain en période de disette.

### Variétés cultivées
Près de 140 variétés sont inscrites au catalogue européen des espèces et variétés et près de 30 au catalogue français.
On distingue trois types variétaux : nain, intermédiaire ou hollandicum et géant ou ladino. Le ladino a des feuilles bien plus grandes.

## Toxicité
Le trèfle blanc n'est pas considéré comme toxique ni pour l'homme ni pour les animaux domestiques. Mais il peut contenir des composés toxiques ou anti-nutritionnels susceptibles, dans certaines circonstances et s'il est consommé en grandes quantités, de le rendre dangereux pour le bétail : 
- Comme d'autres légumineuses fourragères, il peut être la cause de météorisation chez le bétail, notamment chez les bovins.
- il peut être responsable de cas de fourbure chez les chevaux et les bovins.
- Certaines variétés cultivées peuvent libérer après ingestion de l'acide cyanhydrique (HCN), provoquant une intoxication cyanogénique chez les animaux.
- Le trèfle blanc peut également contenir des œstrogènes lorsqu'il est infecté par certaines espèces de champignons[10]. Il contient aussi du coumestrol, flavonoïde œstrogénique pouvant interférer avec la reproduction ou favoriser la croissance[11]. Il peut contenir de faibles teneurs d'autres phytoestrogènes : formononétine, biochanine A et génistéine[12].

Les glucosides cyanogènes présents chez le trèfle blanc sont la linamarine et la lotaustraline. Ils peuvent se décomposer et libérer de l'acide cyanhydrique sous l'action d'une enzyme, la linamarase. Leur présence, ainsi que celle de la linamarase, est liée à un facteur génétique, de sorte que seuls certains individus et certaines populations sont cyanogènes. Ainsi les variétés du type « ladino » n'ont que 6 % de plantes cyanogènes, tandis que celle du type « géant » en ont 81 %, ce pourcentage étant respectivement de 38 et 27 % chez les variétés des types « nain » et « intermédiaire ».

Le risque d'intoxication cyanogénique du bétail est faible, mais celui-ci peut être exposé à d'autres risques. En effet les métabolites contenant du cyanure peuvent interférer dans le métabolisme du sélénium chez les ruminants. La consommation de quantité importante de fourrage cyanogène durant la gestation expose les jeunes animaux en croissance rapide à un risque de myopathie nutritionnelle par dégénérescence musculaire. Un niveau élevé de cyanogénèse peut aussi créer un risque de formation de goitre, notamment chez les ovins, en fonction des réserves corporelles en iode. Il est recommandé de n'utiliser que des variétés de trèfle blanc dont le taux d'acide cyanhydrique est inférieur à 750 µg par g de matière sèche.

## Signification dans lelangage des fleurs

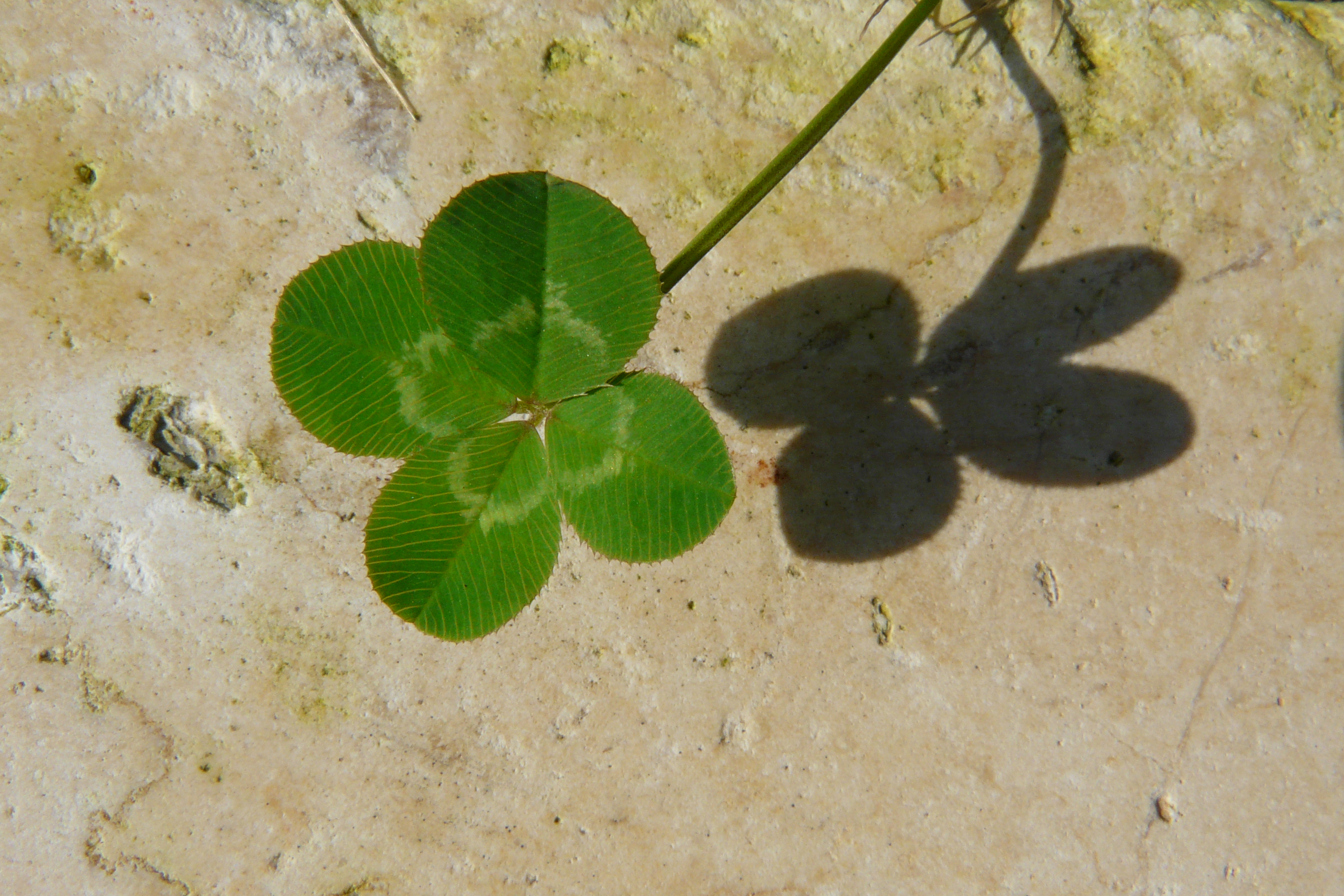
Trèfle à quatre feuilles.

Le trèfle blanc signifie : « Pense à moi ».
Quatre feuilles portent bonheur.